# Румянцев, Сергей Александрович
Серге́й Алекса́ндрович Румя́нцев (род. 3 мая 1974 года, Ростов-на-Дону) — российский учёный-медик, специалист в области молекулярной гематологии, автор свыше 350 научных работ, в том числе 15 монографий, по детской гематологии и онкологии, иммунологии, интенсивной и амбулаторной педиатрии. Профессор. Заведующий кафедрой онкологии, гематологии и лучевой терапии, советник ректора РНИМУ им. Н. И. Пирогова, руководитель Медико-биологического кластера "Трансляционная медицина" Российского университета дружбы народов. Член-корреспондент РАН по Отделению медицинских наук (2016).

## Биография

### Становление
Родился в 1974 г. в Ростове-на-Дону в семье математиков. Отец — Румянцев Александр Николаевич, мать — Румянцева Татьяна Григорьевна; оба кандидаты физико-математических наук, доценты.
В 1997 году окончил педиатрический факультет Ростовского государственного медицинского университета (РостГМУ) по специальности «педиатрия».
С 1997 по 1999 годы учился в клинической ординатуре РостГМУ на кафедре детских болезней №1 по специальности «педиатрия». Занимался научной работой в области детской онкологии и гематологии под руководством профессора Е. В. Полевиченко. Работал врачом иммунологом-аллергологом Ростовской областной детской больницы, анестезиологом-реаниматологом Ростовской городской больницы №20.
В 1999 году приехал в Москву, в НИИ детской гематологии Минздрава России (НИИДГ МЗ РФ, на базе которого в 2005 г. был создан ФНКЦ им. Дмитрия Рогачёва), по приглашению своего однофамильца, академика Александра Григорьевича Румянцева. 
В 1999—2002 годах обучался в аспирантуре отдела молекулярной гематологии НИИДГ МЗ РФ под руководством профессора Е. Б. Владимирской, известного советского и российского учёного в области физиологии и патологии кроветворения, являлся научным сотрудником лаборатории регуляции кроветворения указанного отдела. 

### Карьера
С 2002 по 2015 годы — руководитель отдела информационных технологий и эпидемиологии гематологических и онкологических заболеваний (2002—2005), руководитель отдела молекулярной и экспериментальной гематологии, онкологии и иммунологии (2005—2013), заместитель директора по научной и учебной работе (2013—2015) НИИДГ МЗ РФ (c 2005 г.: ФНКЦ ДГОИ им. Дмитрия Рогачёва).
С 2003 года — заведующий лабораторией контроля количества и жизнеспособности стволовых клеток, а с 2006 по 2009 годы — заведующий лабораторией стволовых клеток и клеточных технологий «Банк стволовых клеток Департамента здравоохранения гор. Москвы».
В 2002 году защитил кандидатскую диссертацию на тему «Влияние Г-КСФ на клеточный состав крови и костного мозга человека», в 2007 году — докторскую диссертацию на тему «Гемопоэтические стволовые клетки пуповинной и периферической крови у детей (характеристика, процессинг и моделирование биологических свойств для клинического использования)».
С 2004 года по настоящее время работает в РГМУ (ныне — РНИМУ имени Н. И. Пирогова МЗ РФ), пройдя путь от ассистента до профессора кафедры клинической гематологии, онкологии и иммунопатологии с курсом поликлинической и социальной педиатрии факультета усовершенствования врачей (с 2010 г. — кафедра онкологии и гематологии педиатрического факультета). С 2012 г. — заведующий этой кафедрой. В 2009 году ему присвоено учёное звание профессора по специальности «гематология и переливание крови». С 2009 по 2015 годы — научный руководитель Молодёжного научного общества РНИМУ. В 2016—2020 годах — проректор по стратегическому развитию РНИМУ, с февраля 2020 года — советник ректора.
С января 2013 года — руководитель созданной в Московском физико-техническом институте (МФТИ) базовой кафедры «Трансляционная и регенеративная медицина».
В 2015—2016 годах занимал должность государственной гражданской службы — директор департамента науки, инновационного развития и управления медико-биологическими рисками здоровью Минздрава России. 
В январе 2016 года присвоено почётное учёное звание профессора РАН. 28 октября 2016 года избран членом-корреспондентом РАН по Отделению медицинских наук (молекулярная гематология).

## Научная деятельность
С. А. Румянцев работает на стыке таких наук как клиническая и цифровая медицина, молекулярная гематология, молекулярная генетика, клеточная биология, биофизика клетки, биохимия, нанобиотехнология. 
Известен своими трудами в области детской гематологии/онкологии, иммунологии, интенсивной и амбулаторной педиатрии, подростковой медицины и организации здравоохранения, клинической физиологии и патофизиологии крови, регуляции кроветворения и иммунного ответа, патогенеза и лечения наследственных и приобретенных заболеваний крови у детей, интенсивной полихимиотерапии и иммунотерапии опухолей, биоинформатики, биомедицины и биотехнологий. 
В результате многолетних исследований под руководством С. А. Румянцева был решён ряд актуальных проблем молекулярной гематологии, молекулярной генетики, клинической медицины; разработаны инновационные клеточные технологии в области хранения и процессинга клеток пуповинной и периферической крови, костного мозга для использования в качестве трансплантационного материала в клинической практике. Впервые в России созданы биоинформационные технологии для определения персонального профиля опухоли для индивидуальной терапии онкологических заболеваний, создан банк пуповинных клеток — предшественников для неродственных трансплантаций в педиатрии. 
Автор более 350 научных работ, из них 15 монографий, 5 учебно-методических пособий, свыше 150 публикаций в журналах, включённых в международные базы цитирования, и 6 авторских свидетельств и патентов.
Под научным руководством С. А. Румянцева защищено 3 докторских и 14 кандидатских диссертаций.

## Оргработа
Входит в состав учёных советов ФГБУ «НМИЦ им. Рогачева», ФГБОУ ВО РНИМУ им. Пирогова, Московского физико-технического института, научно-технического совета «Клеточные технологии и регенеративная медицина» технологической платформы «Медицина будущего». Член диссертационных советов ФГБУ «НМИЦ им. Рогачева», ФГБУ НМИЦ гематологии, ФГБОУ ВО РНИМУ им. Пирогова. 
Является научным руководителем университетских клиник ФГБОУ ВО Казанский (Приволжский) федеральный университет, ФГБОУ ВО Орловский государственный университет им. И. С. Тургенева, научным руководителем ГБУЗ ОО НКМЦ помощи детям и матерям им. З. И. Круглой в гор. Орле, советником по науке руководителя ФГБУ Центр экспертизы и контроля качества медицинской помощи Минздрава России, руководителем научных программ Центра спортивных технологий и подготовки сборных команд Департамента по физической культуре, спорту и туризму правительства гор. Москвы, Президентом ассоциации спортивных наук России, научным руководителем проектов в области цифрового здравоохранения (АНО «Третье мнение») и др. 
Участник экспертной группы Научного совета Минздрава России по платформам «Онкология» и «Иммунология», член экспертной группы Российского научного фонда, член президиума Российского научного общества иммунологов (РНОИ), член правления Российского общества клинических онкологов (RUSSCO), член правления Национального общества детских гематологов и онкологов (НОДГО). 
Член редколлегий журналов «Вопросы гематологии/онкологии и иммунопатологии в педиатрии», «Педиатрия. Журнал им. Н. Г. Сперанского», «Онкогематология», «Гены и клетки», «Гемостаз и реология», «Российский журнал детской гематологии и онкологии», «АГ-инфо», «Frontiers in Genetics» (редактор-рецензент).

## Награды
- Медаль ордена «За заслуги перед Отечеством» II степени (2025)[2]